# Le Morne Brabant
Le Morne Brabant è una penisola situata all'estremità sud-occidentale di Mauritius, nonché il lato più ventoso dell'isola.

## Descrizione
La penisola si distingue per l'omonima sommità, un monolito di roccia basaltica alto 556 metri sul livello del mare.
La sommità copre un'area di oltre 12 ettari. Esistono numerose grotte sulle ripe rocciose. È circondata da una laguna ed è una famosa attrazione turistica. La collina divenne famosa nel XIX secolo quando alcuni schiavi fuggiaschi usarono Le Morne Brabant come nascondiglio. Dopo l'abolizione della schiavitù a Mauritius, una spedizione di polizia si recò alla roccia il 1º febbraio 1835 per dire agli schiavi che erano persone libere. Gli schiavi interpretarono male l'arrivo dei poliziotti, e si lanciarono nel vuoto morendo. Da quel giorno, ogni anno, i mauriziani creoli celebrano una commemorazione dell'abolizione della schiavitù.
La penisola di Le Morne beneficia di un micro-clima.
Venne candidata a diventare patrimonio dell'umanità nel 2003. Nel 2008 la procedura si concluse con l'iscrizione nella lista da parte dell'UNESCO.

## Flora

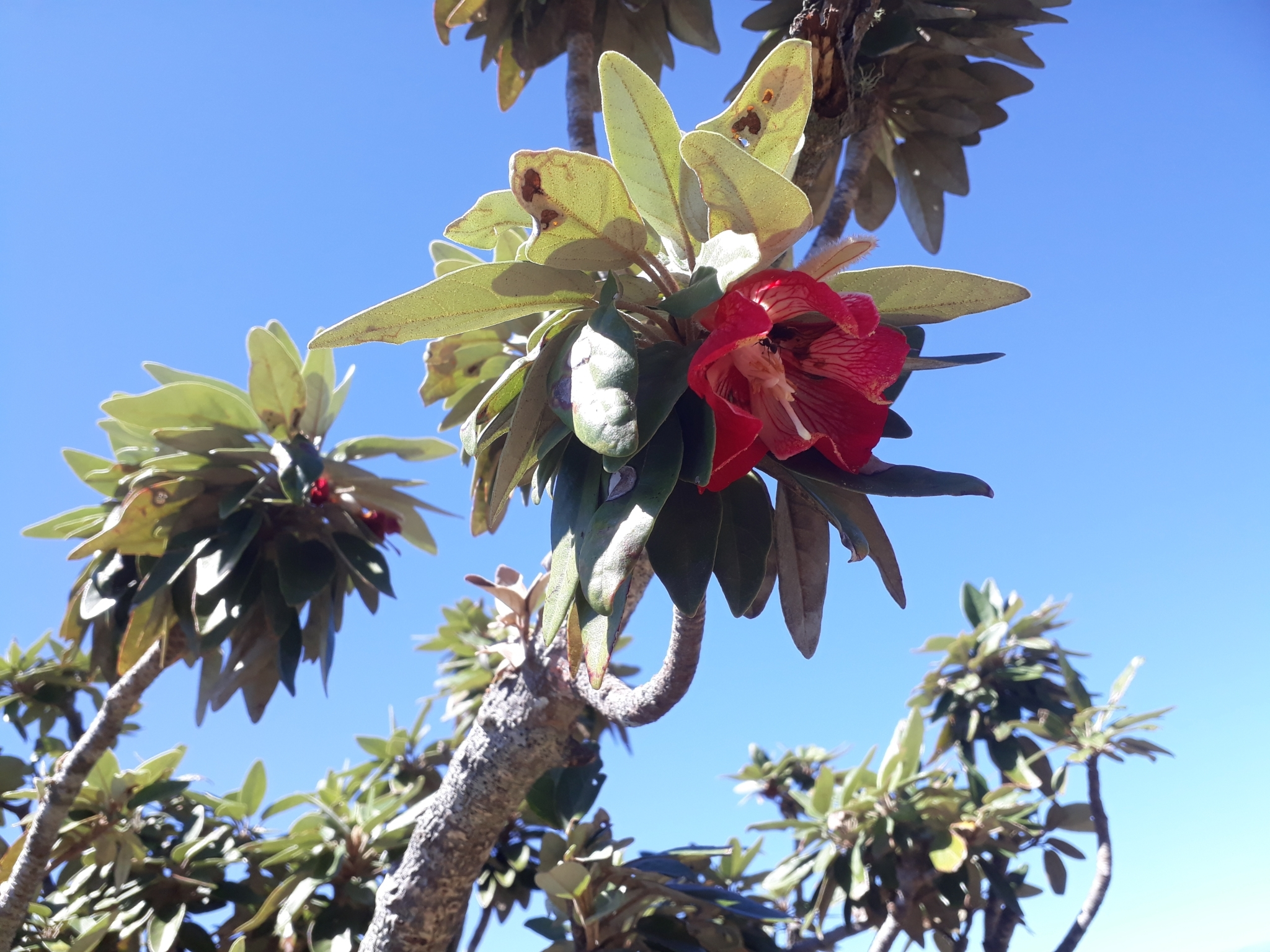
Trochetia boutoniana, fiore nazionale di Mauritius, è nativa di Morne Brabant.

Alcuni sopralluoghi effettuati negli anni 2000 hanno evidenziato la presenza di una flora variegata, fra cui due specie endemiche della montagna di Morne Brabant: Helichrysum mauritianum e Trochetia boutoniana. Quest'ultima si trova allo stato selvatico solo a Le Morne e il suo fiore è dal 1992 il fiore nazionale delle Mauritius.
La penisola ospita anche varie specie a rischio di estinzione, tra cui Hibiscus fragilis, Senecio lamarckianus, noto come bois de chèvre, Tabernaemontana persicariifolia, Polyscias dichrostachya, Diospyros chrysophyllos, Diospyros leucomelas, Diospyros melanida, Diospyros neraudii, Diospyros tessellaria, Canarium paniculatum, e Badula crassa. Sono presenti anche alcune specie alloctone, tra cui Hiptage benghalensis e Lantana camara che fanno parte dell'elenco delle cento tra le peggiori specie alloctone invasive al mondo.
Elenco di piante presenti a Le Morne Brabant
- Achariaceae
  - Erythrospermum monticolum var. monticolum
- Aphloiaceae
  - Aphloia theiformis
- Apocynaceae
  - Tabernaemontana mauritiana
  - Tabernaemontana persicariifolia
  - Cynanchum viminale
- Asclepiadaceae
  - Ctenitis crinata
- Asparagaceae
  - Dracaena reflexa var. reflexa
- Aspleniaceae
  - Asplenium polydon
- Araliaceae
  - Polyscias dichrostachya
- Asclepiadaceae
  - Tylophora coriacea
  - Cynanchum sp.
- Asteraceae
  - Distephanus populifolius
  - Helichrysum caepisotum
  - Helichrysum mauritianum
  - Helichrysum yuccifolium
  - Psiadia lithospermifolia
  - Psiadia terebinthifolia
  - Psiadia viscosa
  - Senecio lamarckianus
- Boraginaceae
  - Ehretia petiolaris
- Burseraceae
  - Protium obtusifolium
  - Canarium paniculatum
- Cactaceae
  - Rhipsalis baccifera
- Celastraceae
  - Cassine orientalis
  - Maytenus pyria
  - Pleurostylia leucocarpa
- Chrysobalanaceae
  - Grangeria borbonica
- Connaraceae
  - Cnestis glabra
- Cyperaceae
  - Carex brunnea
  - Eleocharis minuta
  - Fimbristylis dichotoma
- Ebenaceae
  - Diospyros chrysophyllos
  - Diospyros leucomelas
  - Diospyros melanida
  - Diospyros neraudii
  - Diospyros tessellaria
- Ericaceae
  - Agauria salicifolia
- Erythroxytaceae
  - Erythroxylum hypericifolium
  - Erythroxylum laurifolium
  - Erythroxylum sideroxyloides
- Euphorbiaceae
  - Acalypha integrifolia subsp. integrifolia var. integrifolia
  - Antidesma madagascariensis
  - Croton tilifolius
  - Margaritaria anomala
  - Phyllanthus casticum
  - Phyllanthus sp.
  - Stillingia lineata subsp. lineata
- Goodeniaceae
  - Scaevola taccada
- Graminae
  - Stenotaphrum dimidiatum
- Lamiaceae
  - Plectranthus madagascariensis
- Leeaceae
  - Leea guineensis
- Liliaceae
  - Asparagus embellatus
- Malvaceae
  - Hibiscus columnaris
  - Hibiscus fragilis
- Melastomataceae
  - Warneckea trinervis
- Meliaceae
  - Turraea casimiriana
  - Turraea rigida
- Moraceae
  - Ficus rubra
  - Ficus reflexa
- Myrsinaceae
  - Embelia macrantha
- Myrtaceae
  - Monimiastrum globusum
  - Eugenia lucida
  - Eugenia orbiculata
  - Eugenia sieberi
  - Eugenia tinifolia
  - Syzygium glomeratum
- Nyctagninaceae
  - Pisonia lanceolata
- Ochnaceae
  - Ochna mauritiana
- Oleaceae
  - Olea lancea
- Orchidaceae
  - Angraecum calceolus
  - Angraecum pectinatum
  - Disperis tripetaloides
- Pittosporaceae
  - Pittosporum senacia
- Poaceae
  - Panicum umbellatum
- Polypodiaceae
  - Phymatodes scolopendria
- Primulaceae
  - Badula crassa
- Psilotaceae
  - Psilotum nudum
- Pteridaceae
  - Pellaea viridis
- Pteridophyte
  - Adiantum rhizophorum
  - Microsorum punctatum
  - Nephrolepis biserrata
- Ranunculaceae
  - Clematis mauritiana
- Rhamnaceae
  - Scutia myrtina
- Rubiaceae
  - Antirrhea borbonica
  - Danais fragrans
  - Fernelia buxifolia
  - Mussaenda landia
  - Myonima violacea var. violaceae
- Rutaceae
  - Toddalia asiatica
  - Vepris lanceolata
- Salicaceae
  - Homalium integrifolium
  - Homalium paniculatum
  - Ludia mauritiana
  - Scolopia heterophylia
- Sapindaceae
  - Allophylus borbonicus
  - Dodonaea viscose
  - Doratoxylon apetalum var. apetalum
  - Molinaea alternifolia
  - Stadtmannia oppositifolia subsp. oppositifolia
- Sapotaceae
  - Mimusops Maxima
- Selaginaceae
  - Selaginella concinna
- Sterculiaceae
  - Trochetia boutoniana
- Stilbaceae
  - Nuxia verticillata
- Verbenaceae
  - Clerodendron heterophyllum
  - Premna serratifolia
- Vitaceae
  - Cyphostemma mappia

Elenco di piante invasive presenti a Le Morne Brabant
- Asteraceae
  - Mikania scandens
- Bignoniaceae
  - Tabebuia pallida
- Lauraceae
  - Litsea glutinosa
- Malpighiaceae
  - Hiptage benghalensis
- Myrtaceae
  - Eugenia uniflora
  - Syzygium cumini
- Thymelaeaceae
  - Wikstroemia indica
- Verbenaceae
  - Lantana camara

## Fauna

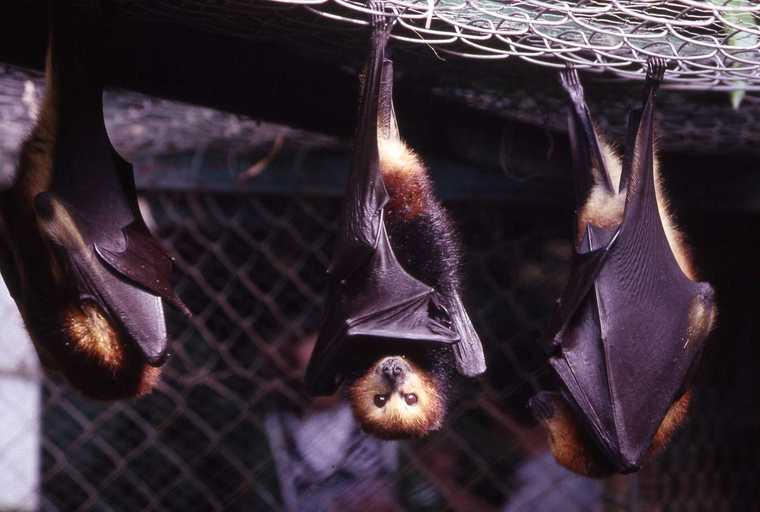
La volpe volante maggiore delle Mascarene è una delle specie a rischio presente a Le Morne.

I sopralluoghi degli anni 2000 a Le Morne hanno evidenziato la presenza di diverse specie, tra cui la volpe volante maggiore delle Mascarene (Pteropus niger) e la Salangana delle Mascarene (Collocalia francica), classificate come specie a rischio. Sono state rilevate anche diverse specie introdotte, tra cui il macaco cinomolgo, la maina comune, la chiocciola africana gigante, e la lumaca lupo, tutte classificate fra le cento tra le peggiori specie alloctone invasive al mondo. In particolare, sono stati osservati gruppi di macaco cinomolgo nella sommità della montagna. Essi rappresentano un pericolo per la fauna e flora autoctona perché si nutrono di uova, piccoli uccelli e di semi delle piante indigene.
Elenco della fauna presente a Le Morne
- Mammiferi
  - Macaco cinomolgo (Macaca fascicularis)
  - Volpe volante maggiore delle Mascarene (Pteropus niger)
- Uccelli (nativi)
  - Salangana delle Mascarene (Collocalia francica)
  - Fetonte codabianca (Phaethon lepturus)
  - Topino delle Mascarene (Phedina borbonica)
  - Fetonte codarossa (Phaethon rubricauda)
  - Occhialino di Bourbon (Zosterops borbonicus)
- Uccelli (introdotti)
  - Maina comune (Acridotheres tristis)
  - Piccione selvatico occidentale (Columba livia)
  - Tortora zebrata (Geopelia striata)
  - Otocompsa jocosa peguensis
  - Passera europea (Passera europea)
  - Bulbul dai mustacchi rossi (Pycnonotus jocosus)
  - Canarino del Mozambico (Serinus monzambicus)
- Rettili
  - Geco dalla coda blu (Phelsuma cepediana)
  - Geco diurno di Mauritius (Phelsuma ornata)
- Lumache (native)
  - Gulella poutrini
  - Microstrophia sp.
  - Omphalotropis picturata
- Lumache (introdotte)
  - Chiocciola africana gigante (Achatina fulica)
  - Achatina immaculata
  - Lumaca lupo (Euglandina rosea)
  - Subulina striatella
- Farfalle
  - Danaus chrysippus
  - Catopsilia florella
  - Hypolimnas sp.
  - Polyommatus sp.
- Mosche
  - Mosca verde (Chrysomya sp.)
  - Stomoxis nigra
  - Mosca canina (Stomoxys calcitrans)
- Altri insetti
  - Cybiser sp.
  - Exochomus sp.
  - Figulus sp.
  - Magopis sp.
  - Nomadacris sp.
  - Serica sp.

## Impatto culturale ed estetico
Questa penisola è il secondo patrimonio dell'umanità di Mauritius, insieme ad Aapravasi Ghat; insieme formano una perfetta descrizione di schiavismo e servitù debitoria, due eventi che hanno rivoluzionato la Mauritius moderna.
Il poeta Khal Torabully, che sviluppò il concetto di coolitude, è originario di questa zona.